# Inochi Itō
Inochi Itō (伊藤 心, Itō Inochi), né le 27 février 1990, est un escrimeur japonais.

## Palmarès
- Championnats d'Asie
  -  Médaille d'or par équipes aux championnats d'Asie 2016 à Wuxi
  -  Médaille de bronze par équipes aux championnats d'Asie 2012 à Wakayama